# 12. ročník udílení Critics' Choice Movie Awards
12. ročník udílení Critics' Choice Movie Awards se konal 20. ledna 2007 v Civic Auditorium v Santa Monce v Kalifornii. Vysílala ho stanice E!.

## Vítězové a nominovaní
| Nejlepší film | Nejlepší režisér | Nejlepší herec |
| --- | --- | --- |
| - Skrytá identita - Babel - Krvavý diamant - Dreamgirls - Dopisy z Iwo Jimy - Jako malé děti - Malá Miss Sunshine - Zápisky o skandálu - Královna - Let číslo 93                                            | - Martin Scorsese – Skrytá identita - Bill Condon – Dreamgirls - Clint Eastwood – Dopisy z Iwo Jimy - Stephen Frears – Královna - Paul Greengrass – Let číslo 93 | - Forest Whitaker – Poslední skotský král - Leonardo DiCaprio – Krvavý diamant - Leonardo DiCaprio – Skrytá identita - Ryan Gosling – Half Nelson - Peter O'Toole – Venuše - Will Smith – Štěstí na dosah |
| Nejlepší herečka | Nejlepší herec ve vedlejší roli | Nejlepší herečka ve vedlejší roli |
| - Helen Mirrenová – Královna - Penélope Cruzová – Volver - Judi Denchová – Zápisky o skandálu - Meryl Streepová – Ďábel nosí Pradu - Kate Winslet – Jako malé děti                                          | - Eddie Murphy – Dreamgirls - Ben Affleck – Hollywoodland - Alan Arkin – Malá Miss Sunshine - Adam Beach – Vlajky našich otců - Djimon Hounsou – Krvavý diamant - Jack Nicholson – Skrytá identita | - Jennifer Hudson – Dreamgirls - Adriana Barraza – Babel - Cate Blanchettová – Zápisky o skandálu - Rinko Kikuchi – Babel - Catherine O'Hara – Nominace na Oscara - Emma Thompsonová – Horší už to nebude |
| Nejlepší mladý herec | Nejlepší mladá herečka | Nejlepší filmové obsazení |
| - Paul Dano – Malá Miss Sunshine - Cameron Bright – Děkujeme, že kouříte - Joseph Cross – Hlava nehlava - Freddie Highmore – Dobrý ročník - Jaden Smith – Štěstí na dosah                                   | - Abigail Breslinová – Malá Miss Sunshine - Ivana Baquerová – Faunův labyrint - Shareeka Epps – Half Nelson - Dakota Fanningová – Šarlotina pavučinka - Keke Palmer – Akeelah | - Malá Miss Sunshine - Babel - Bobby - Skrytá identita - Dreamgirls - Zítra nehrajeme! |
| Nejlepší scénář | Nejlepší animovaný film | Nejlepší dokument |
| - Malá Miss Sunshine – Michael Arndt - Babel – Guillermo Arriaga - Jako malé děti – Todd Field a Tom Perotta - Horší už to nebude – Zach Helm - Skrytá identita – William Monahan - Královna – Peter Morgan | - Auta - Doba ledová 2: Obleva - Happy Feet - V tom domě straší - Za plotem | - Nepříjemná pravda - Sklapni a zpívej - This Film Is Not Yet Rated - Kdo zabil elektromobil? - Wordplay                                                                                                  |
| Nejlepší filmová komedie | Nejlepší rodinný film | Nejlepší televizní film |
| - Borat - Ďábel nosí Pradu - Nominace na Oscara - Malá Miss Sunshine - Děkujeme, že kouříte | - Šarlotina pavučinka - Akeelah - Muzikál ze střední - Lassie - Piráti z Karibiku: Truhla mrtvého muže | - Královna Alžběta - Flynn Carsen 2: Návrat do dolů krále Šalamouna - Nightmares & Dreamscapes - The Ron Clark Story - Hurikán Katrina: rekviem o čtyřech dějstvích                                       |
| Nejlepší skladatel | Nejlepší písnička | Nejlepší soundtrack |
| - Iluzionista – Philip Glass - Babel – Gustavo Santaolalla - Berlínské spiknutí – Thomas Newman - Fontána – Clint Mansell - Skrytá identita – Howard Shore - Šifra mistra Leonarda – Hans Zimmer            | - „Listen“ – Beyoncé Knowles – Dreamgirls - „I Need To Wake Up“ – Melissa Etheridge – Nepříjemná pravda - „My Little Girl“ – Tim McGraw – Flicka - „The Neighbor“ – Dixie Chicks – Sklapni a zpívej - „Never Gonna Break My Faith“ – Mary J. Blige a Aretha Franklinová – Bobby - „Ordinary Miracle“ – Sarah McLachlan – Šarlotina pavučinka | - Dreamgirls - Babel - Auta - Happy Feet - Marie Antoinette |
| Nejlepší cizojazyčný film | | |
| - Dopisy z Iwo Jimy (USA) - Apocalypto (USA) - Den vítězství (Algérie) - Faunův labyrint (Mexiko) - Volver (Španělsko) - Voda (Kanada/Indie)                                                                | | |